# Alfred Wills
Sir Alfred Wills (Birmingham, 11 dicembre 1828 – Londra, 9 agosto 1912) è stato un magistrato, scrittore e alpinista inglese, terzo presidente dell'Alpine Club dal 1862 al 1864.

## Biografia
Figlio di un avvocato, studiò prima a Birmingham e poi all'University College di Londra, dove si laureò nel 1849 sia in giurisprudenza che in letteratura. 

### Giudice
Ha ricoperto prestigiosi ruoli all'interno della sua carriera di giudice. Nel 1883 viene eletto nel Queen's Bench Division of The High Court of Justice, arrivando al culmine della sua carriera a sentenziare la condanna di reclusione forzata nei riguardi di Oscar Wilde (due anni), per aver commesso atti immorali con altri uomini.

### Vita privata
Sposato una prima volta nel 1854 con Lucy, dopo la sua morte avvenuta nel 1860 si risposò una seconda volta l'anno successivo con Bertha, morta poi nel 1906. Ha avuto 3 figli e due figlie.

### Alpinista
Già diciottenne fa la sua prima esperienza sulle Alpi. Dal 1852 vi si reca con regolarità annuale.
Le sue opere, caratterizzate da una nuova sensibilità nei confronti della montagna (che non viene più vista in negativo, così come le guide alpine non sono più solo un mezzo per l'ascensione), sono considerate una pietra miliare per l'alpinismo alpino:
()
Nel 1856 dedica il suo maggior successo, Wanderings among the High Alps, alla guida alpina Balmat, con cui aveva fatto l'ascensione al Monte Bianco.
Tra i fondatori dell'Alpine Club, ne fu il presidente dal 1862 al 1864.

## Opere
Il giudice ha anche pubblicato alcuni suoi lavori e traduzioni, fra cui:
- Wanderings among the High Alps (1856)
- The Eagle's Nest (1860)
- Rendu's Théorie des Glaciers de la Savioe (traduzione)